# Christendom in Jordanië
Jordanië herbergt een van de oudste christelijke gemeenschappen ter wereld waarvan de aanwezigheid teruggaat tot de kruisiging van Jezus Christus in het begin van de eerste eeuw na Christus. Jordanië telt 250.000 tot 400.000 christenen, dat is 3% van de Jordaanse bevolking. In 1930 was dat aantal nog 20% maar hun absolute aantal is toegenomen, dit is te wijten aan de hoge immigratiecijfers van moslims naar Jordanië, hogere emigratiecijfers van christenen en hogere geboortecijfers voor moslims. Alle christelijke religieuze festiviteiten mogen in Jordanië publiekelijk gevierd worden.
De Arabische christenen in Jordanië zijn uitzonderlijk goed geïntegreerd in de Jordaanse samenleving en genieten een hoog niveau van vrijheid. 9 van de 130 zetels in het Jordaans parlement zijn voorbehouden aan christenen, dat is 7% van het aantal zetels terwijl christenen maar 3% van de bevolking uitmaken. Jordaanse christenen bekleden ook belangrijke posities in de politiek, de diplomatie en het leger. Een voorbeeld hiervan is de voormalige vicepremier Rajai Muasher.

## Geschiedenis

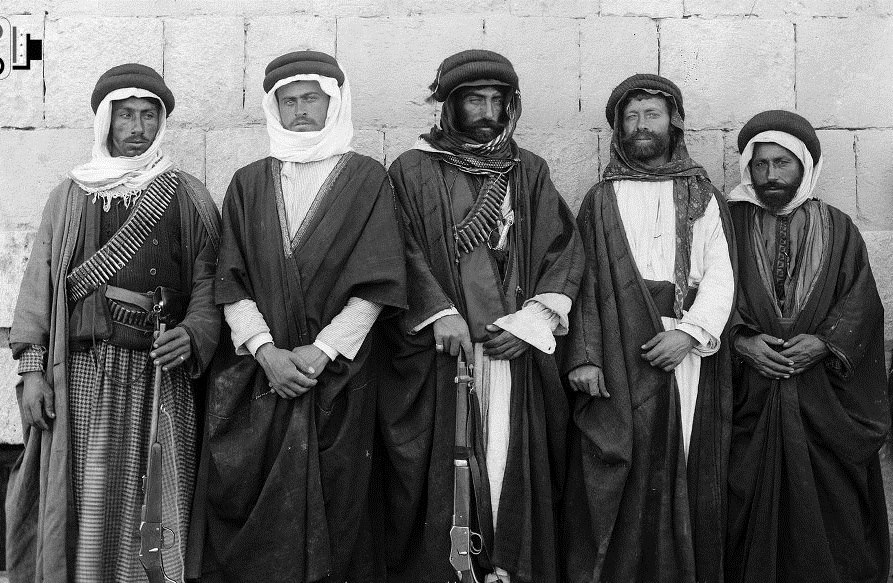
Een christelijke bedoeïenenfamilie uit Madaba in 1904

Jordaanse christenen behoren tot een van de oudste christelijke gemeenschappen ter wereld, velen van hen stammen af van de Ghassaniden en de Lakhmiden, Arabisch-christelijke dynastieën.
In 630, ten tijde van de islamitische profeet Mohammed sloten veel Jordaanse christenen zich aan bij het leger van Mohammed onder leiding van zijn geadopteerde zoon Zeid ibn Haritha en zijn neef Jafar bin Abi Taleb. Ze vochten tegen het Byzantijnse leger in de Slag bij Mutah.
Tijdens de Grote Arabische Opstand vochten christenen en moslims tegen de Ottomanen om daarna voor enkele decennia onder een koloniaal mandaat te staan. In de Israëlisch-Arabische oorlogen van 1948, 1967 en 1968 vochten christenen mee tegen Israël. Naast het verdedigen van de Jordanië helpen christelijke Jordaniërs Jordanië op te bouwen door een leidende rol te spelen binnen de politiek, onderwijs, gezondheidszorg, handel, toerisme, landbouw, wetenschap, cultuur enzovoort.

## Rol in de Jordaanse samenleving
Christenen zijn heel goed geïntegreerd in de Jordaanse samenleving en hebben een relatief hoog niveau van vrijheid. Enkel mogen ze geen moslims evangeliseren. Ze zijn een belangrijke onderdeel van de politiek en de economie en genieten grote economische en sociale kansen in vergelijking met christenen in andere landen in het Midden-Oosten. 9 van de 130 zetels in het Jordaans parlement zijn voorbehouden aan christenen en ze bekleden ook belangrijke posities in de politiek, de diplomatie en het leger.
Jordaanse christenen mogen zowel in de publieke en private sector hun werk verlaten om op zondag de mis bij te wonen en alle christelijke religieuze festiviteiten worden in Jordanië publiekelijk gevierd. christenen hebben goede relaties opgebouwd met de koninklijke familie en regeringsfunctionarissen en ze hebben hun eigen kerkelijke rechtbanken. Daarnaast heeft de regering bijgedragen aan het herstel van de pelgrimstochten naar de doopplaats van Jezus Christus. 
Christenen binnen de politiek zijn onder andere voormalige vicepremier Rajai Muasher en Dina Kawar, Jordaanse ambassadeur in de VS. Zij is de eerste Arabische vrouw die de Veiligheidsraad leidde.
Koning Abdullah II is een ondersteuner van de Arabische christenen: 

Let me say once again: Arab Christians are an integral part of my region’s past, present, and future.

## Demografie
In 2022 vormden moslims ongeveer 97,2% van de bevolking van het land terwijl christenen 2,1% van de bevolking van het land uitmaakten. De helft van hen was katholiek (115.000 mensen).
Volgens een schatting uit 2014 van de Oosters-Orthodoxe Kerk zijn er ongeveer 250.000 Jordaanse christenen van wie de meesten etnisch Arabisch zijn. Christelijke minderheidsgroepen en de duizenden Iraakse en Syrische christenen die in Jordanië wonen werden niet in de studie opgenomen.
Volgens de sharia worden bekeerlingen nog steeds als moslims beschouwd waardoor de statistieken van Jordaanse christenen geen bekeerlingen meerekent. Een onderzoek uit 2015 schat dat er zo’n 6.500 christenen met een moslimachtergrond in Jordanië wonen.

## Denominaties

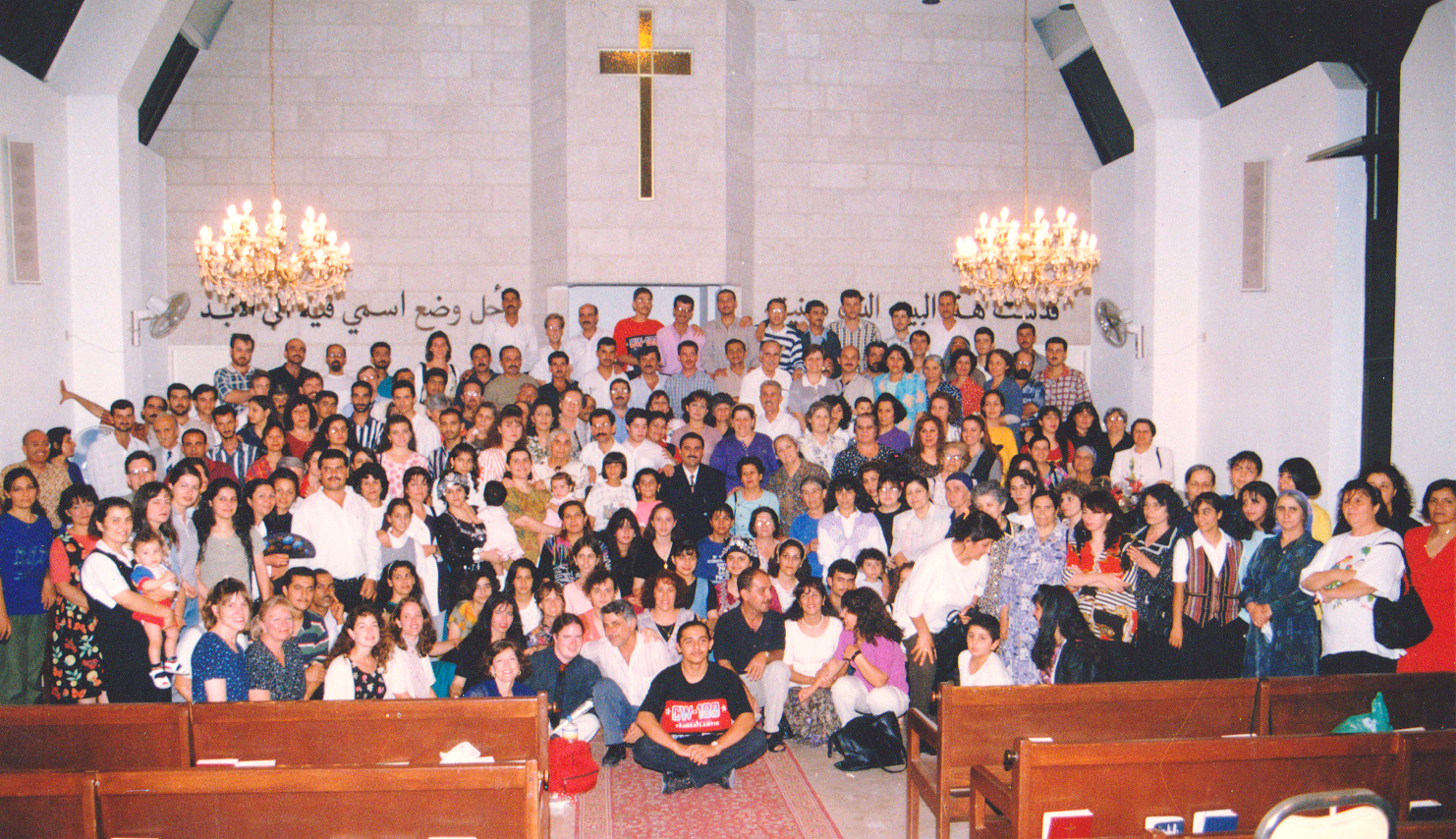
Iraakse christenen (Assyriërs), Jabal Amman, 1998.

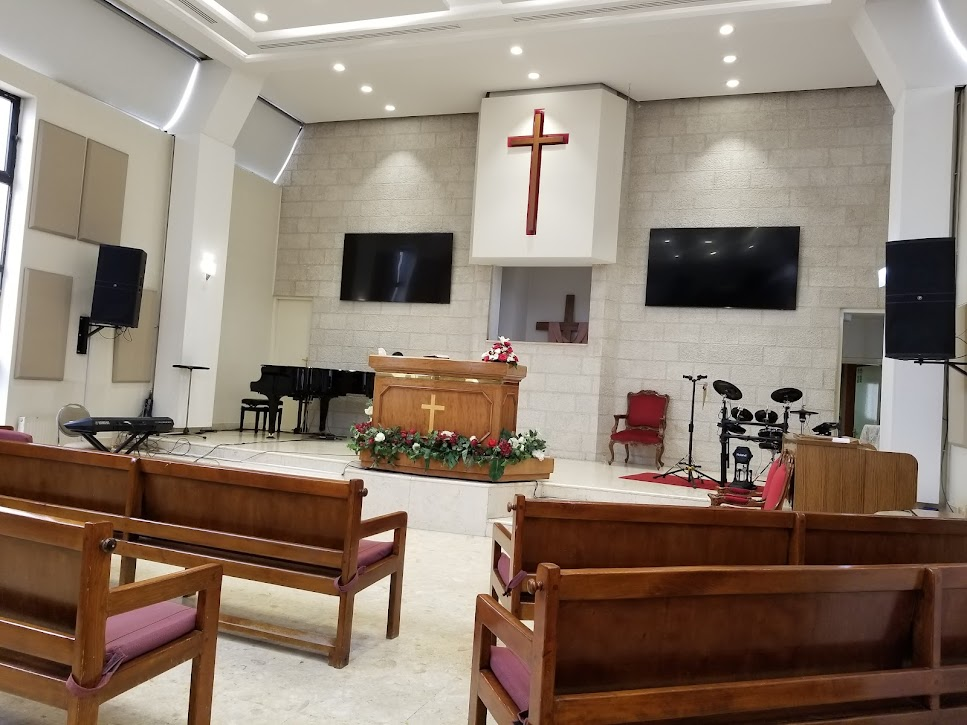
Jabal Amman.

Erkende denominaties zijn de Grieks-orthodoxe, Rooms-Katholieke, Melkitische Grieks-katholieke, Armeens-orthodoxe, Maronitische, Anglicaanse en Syrisch-orthodoxe Kerk. De meerderheid van de christelijke bevolking van Jordanië is lid van een van deze denominaties. Ook de Lutherse, Koptisch-orthodoxe, Zevendedagsadventisten, Verenigde pinksterkerk, Kerk van Jezus Christus van de Heiligen der Laatste Dagen en Presbyteriaanse kerken zijn erkende kerkgenootschappen.
Naast de erkende kerkgenootschappen zijn er nog denominaties die wel vrij mogen samenkomen maar niet door de overheid erkend worden.
Christelijke denominaties in Jordanië behoren tot vier grote groepen:
- Protestantisme :
  - Evangelisch
  - Anglicaanse bisschop in Jeruzalem
  - Lutheraans
  - Zevendedagsadventisten
  - Verenigde Pinksterkerk
  - Presbyteriaans
- Oosters Orthodox
  - Grieks-orthodox patriarchaat van Jeruzalem
- Oosters-Orthodoxe :
  - Armeens Patriarchaat van Jeruzalem
  - Syrisch-Orthodoxe Kerk
  - Koptisch-Orthodoxe Kerk
- Katholiek :
  - Latijns Patriarchaat van Jeruzalem
  - Melkitische katholieke Archeparchy van Petra
  - Syrisch-katholiek patriarchaal exarchaat van Jeruzalem
  - Armeens-Katholieke Kerk

## Sites

### Bijbelse plaatsen
Jordanië maakt deel uit van het Heilige Land en heeft verschillende Bijbelse bezienswaardigheden. Voorbeelden zijn Al-Maghtas waar Jezus werd gedoopt door Johannes de Doper, de berg Nebo waar Mozes uitkeek naar het Beloofde Land, Umm ar-Rasas, een versterkt Romeins garnizoen met 16 Byzantijnse kerken, Madaba met de Madaba-kaart, de oudste mozaïekkaart van het Heilige Land, Machaerus, een versterkte heuveltop met uitzicht op de Dode Zee, waar Johannes de Doper gevangen werd genomen en geëxecuteerd en Umm Qais (Gadara), de plaats waar men vermoedt dat Jezus demonen uit een man heeft verdreven nabij de oevers van het Meer van Galilea. Het graf van patriarch Aäron bevindt zich in het zuiden van Jordanië. De ruïnes van het fort van de Ammonieten liggen op een berg met uitzicht op het centrum van Amman. Dit is de plek waar koning David Batseba's echtgenoot Uria de Hethiet liet vermoorden.

### Andere sites
Er zijn veel Arabische en kruisvaarderskastelen uit de periode van de kruistochten in Jordanië. De bekendste daarvan is het kasteel van Ajlun, gelegen in het district Ajloun in het noorden van Jordanië. Andere kastelen zijn Montreal (Kruisvaarderskasteel) en Kerak .
Fuheis en Al Husn zijn twee overwegend christelijke steden in Jordanië.
Van de historische kerk van Akaba wordt geacht het oudste kerkgebouw te zijn dat ook in eerste instantie bedoeld was om een kerk te zijn. Ze staat in de stad Aqaba, in het zuiden van Jordanië.

## Christelijke instellingen

### Scholen

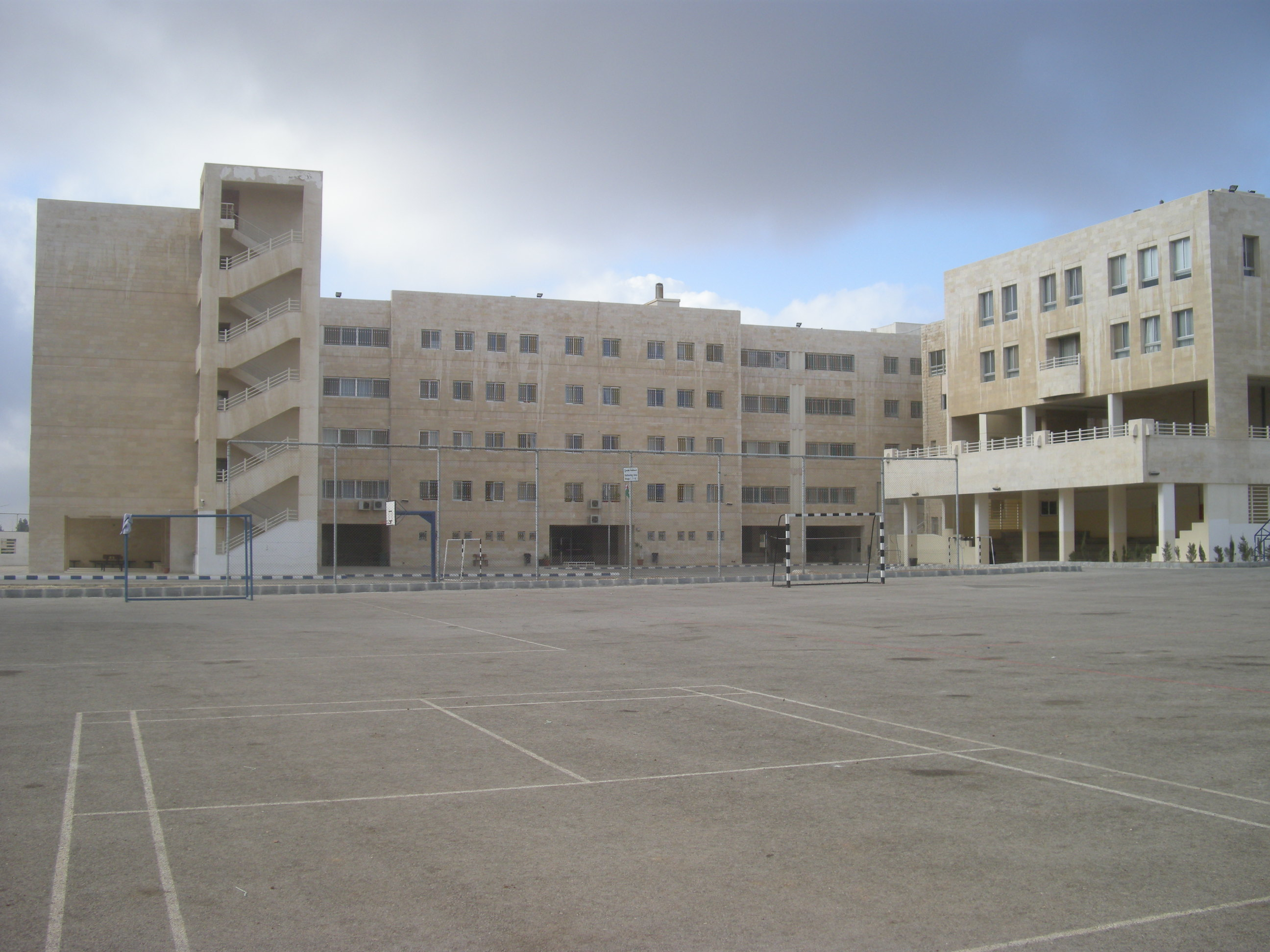
De Nationaal-Orthodoxe School in Amman

Er zijn veel christelijke scholen in Jordanië en laten zowel christelijke als islamitische studenten toe. Sommige leden van de koninklijke familie hebben een deel van hun school op een christelijke school gevolgd.
De Rozenkranszusterschool wordt gerund door de Katholieke Kerk. De Franciscanessenschool wordt gerund door de Franciscanen.
De Nationaal-Orthodoxe school wordt gerund door de oosters-orthodoxe kerk en heeft meerdere keren de Cambridge Queen Rania Award gekregen.
De Ahliyyah Meisjesschool, de Bisschoppenschool en de Schneller School worden gerund door de Anglicaanse Kerk en bevinden zich in Amman. Er zijn ook scholen voor blinden, doven en een school voor kinderen met een handicap, eveneens gerund door de Anglicaanse kerk.
De Baptistenschool van Amman wordt beheerd door de Baptistenkerk en laat zowel jongens als meisjes toe. De Baptist School-band speelt regelmatig officiële overheidsgelegenheden.
La Salle Amman is een van de meest prestigieuze scholen in Amman, opgericht in 1950. Een instituut van de Broeders van de Christelijke Scholen, opgericht door Jean-Baptiste de la Salle. Samen met het Onze-Lieve-Vrouw-van-Nazareth-college en het Terra Santa-college.

### Ziekenhuizen
Het eerste ziekenhuis dat in Jordanië werd gebouwd was het Evangelisch Ziekenhuis, gebouwd in As-Salt.
Het Italiaanse ziekenhuis in Amman en Kerak werd opgericht door een katholieke chirurg en wordt toevertrouwd aan de Comboni Missionary Sisters. De Katholieke Kerk beheert ook een kraamkliniek en een algemeen ziekenhuis in Irbid, in het noorden van Jordanië.
Het overheidsziekenhuis in Ajloun werd oorspronkelijk gerund door baptisten .
Het Annoor Sanatorium dat tuberculose en andere longziekten behandelt werd opgericht door een christelijke arts, gelegen net buiten Mafraq in het noorden van Jordanië.

## Galerij

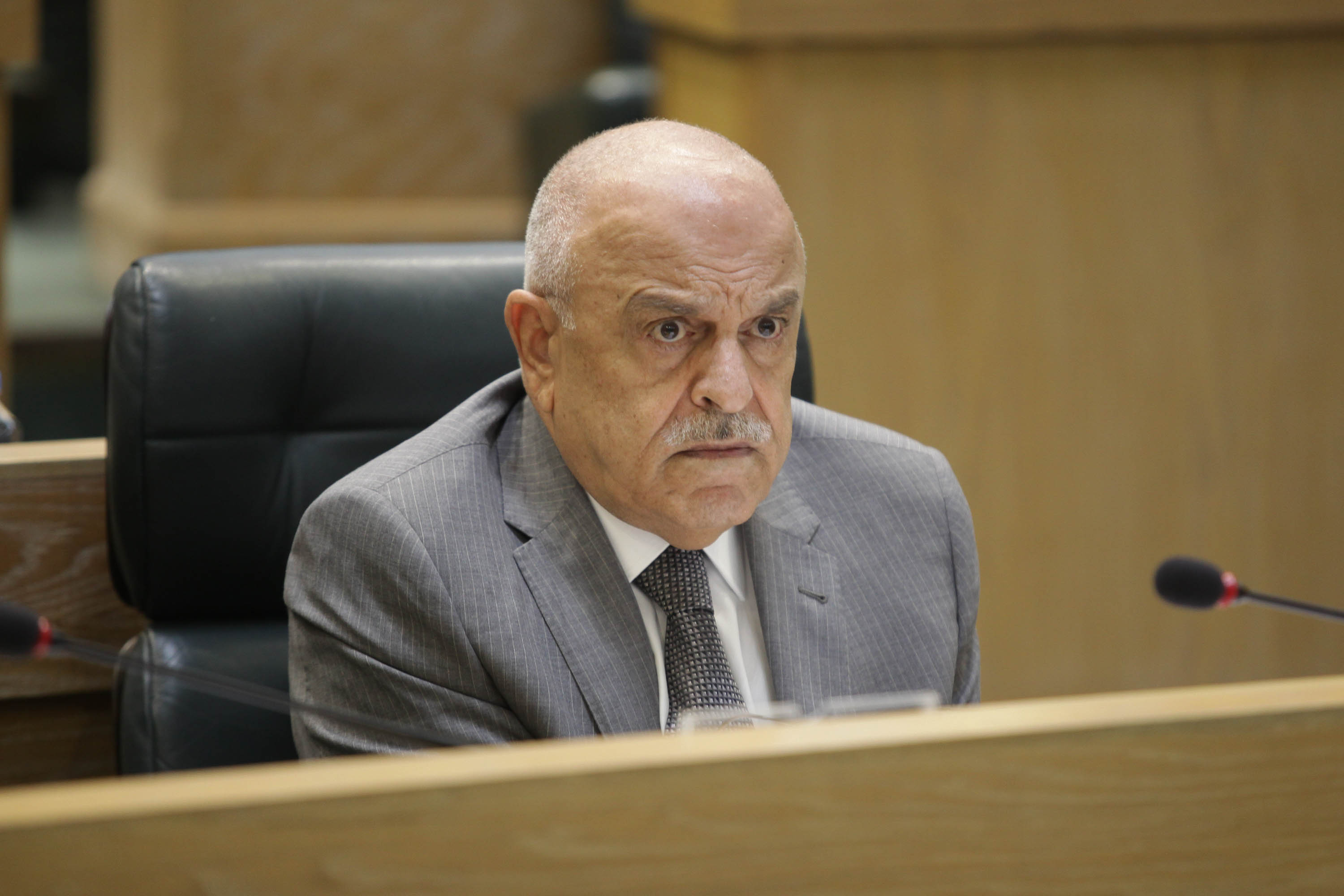
Voormalig vicepremier Rajai Muasher
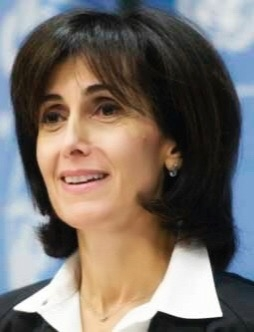
Dina Kawar Ambassadrice van Jordanië in de Verenigde Staten
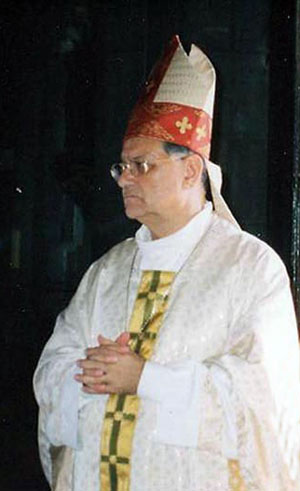
Aartsbisschop Fouad Twalis   Rooms-katholieke aartsbisschop en Latijnse patriarch van Jeruzalem van 2008 tot 2016.
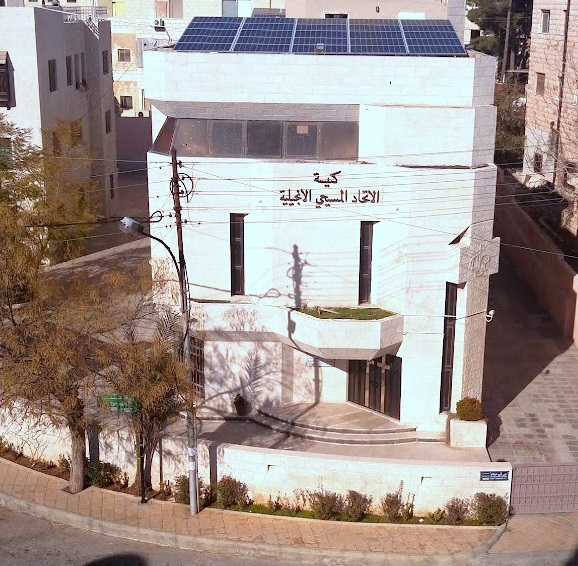
Ittihad Kerk, een evangelische alliantie en Missionaire Kerk in Jabal Amman
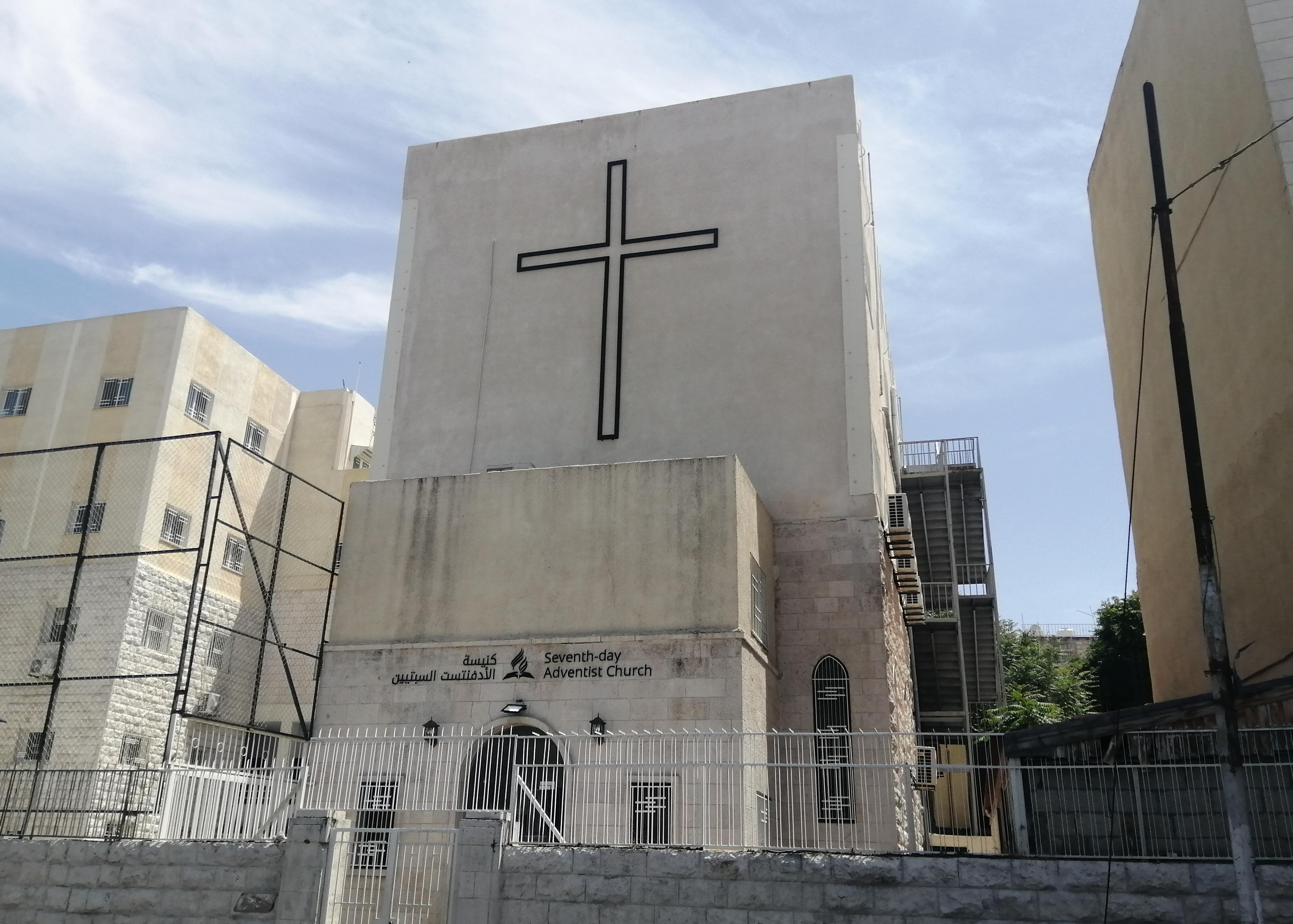
Zevendedagsadventistenkerk
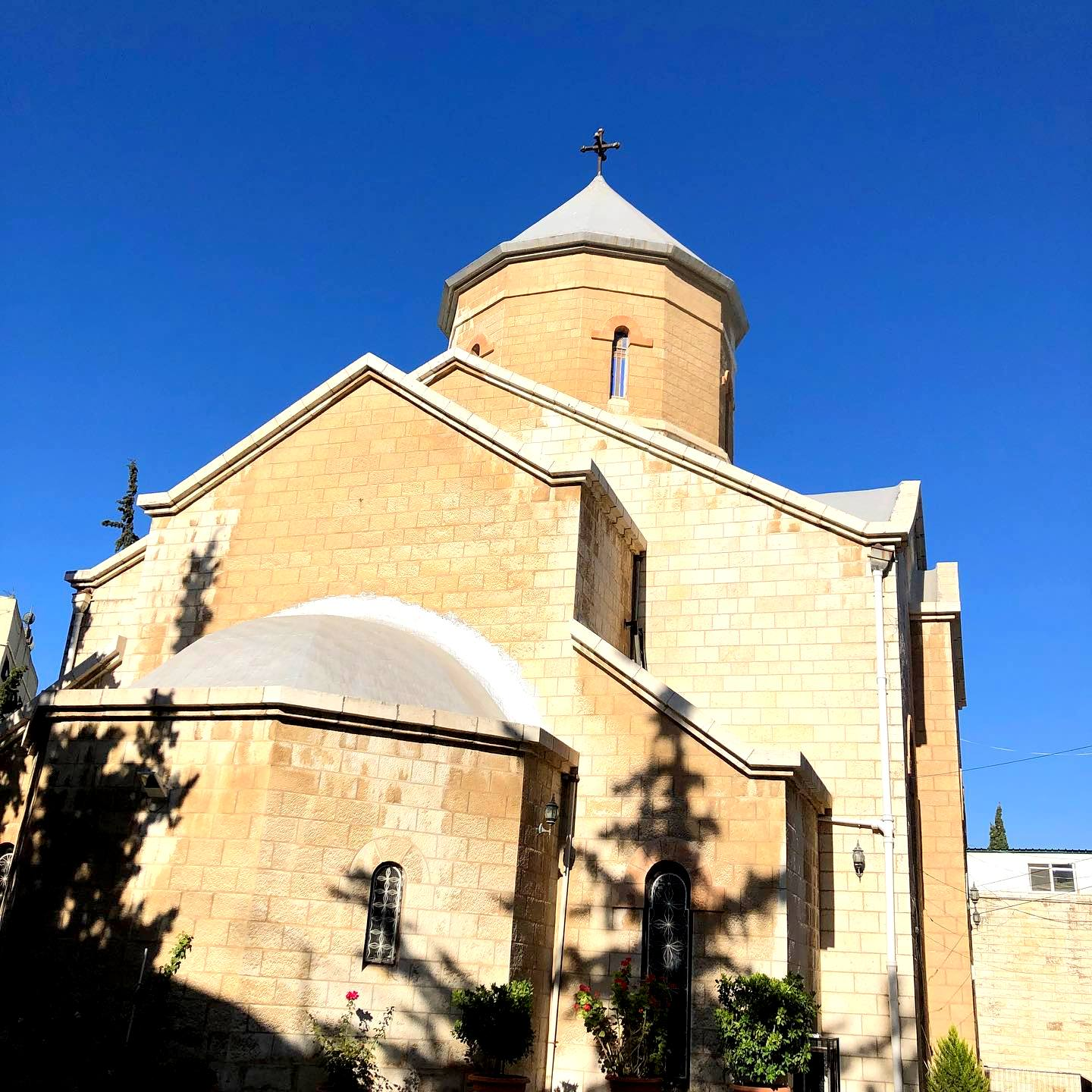
Armeense Apostolische Kerk, in Amman